# NGC 7361
NGC 7361 = IC 5237 ist eine Spiralgalaxie vom Hubble-Typ Sc im Sternbild Piscis Austrinus am Südsternhimmel. Sie ist schätzungsweise 57 Millionen Lichtjahre von der Milchstraße entfernt und hat einen Durchmesser von etwa 65.000 Lichtjahren.
Das Objekt wurde am 28. September 1834 von John Herschel entdeckt.